# 河口超长柄茶
河口长梗茶（学名：Camellia hekouensis），又名河口超长柄茶，为山茶科山茶属的植物，为中国的特有植物。分布在中国大陆的云南等地，生长于海拔350米的地区，多生长在常绿林中，目前尚未由人工引种栽培。
其种加词“hekouensis”意为“云南红河州河口县的”。